# Dan Ojog
Dan Ojog (Corjova, Moldavia, 12 de enero de 1995) es un futbolista moldavo que juega en el Club de Fútbol Villanovense en Segunda División RFEF de España. Se desempeña en la posición de defensa central.

## Trayectoria
Dan Ojog es otro de los descubrimientos de la cantera del Villarreal Club de Fútbol. De origen moldavo, Dan es internacional sub-20 por su país y uno de los jugadores con mayor proyección de la cantera amarilla.
De hecho, Dan, siendo juvenil de tercer año, participó a menudo en los entrenamientos con el primer equipo a las órdenes de Marcelino. También jugó ya en el Villarreal Club de Fútbol "C", de Tercera División siendo el jugador con más minutos de toda la plantilla.
Tras debutar en Segunda B a los 19 años, sale por falta de protagonismo hacia el filial bético. En las filas del Real Betis "B" se mantendría tres temporadas, con algo más protagonismo que en el equipo amarillo, pero con un rol de suplente en Segunda B, sumando dos descensos y un ascenso.
En la temporada 2018-19 se marcha de la Tercera División valenciana donde jugaría hasta marzo de 2019, dónde abandona el club castellonense para jugar en las filas del Burgos CF de la Segunda División B de España.

## Clubes
| Club                    | País   | Año                |
| ----------------------- | ------ | ------------------ |
| Villarreal "C"          | España | 2012 - 2015        |
| Villarreal "B"          | España | 2015 - 2016        |
| Real Betis "B"          | España | 2016 - 2018        |
| Atzeneta Unió Esportiva | España | 2018 - 2019        |
| Burgos CF               | España | 2019               |
| CD Guijuelo             | España | 2019 - Actualmente |